# 74 Галатея
74 Галатея — астероїд головного поясу, відкритий 29 серпня 1862 року.
Тіссеранів параметр щодо Юпітера — 3,288.